# صاج

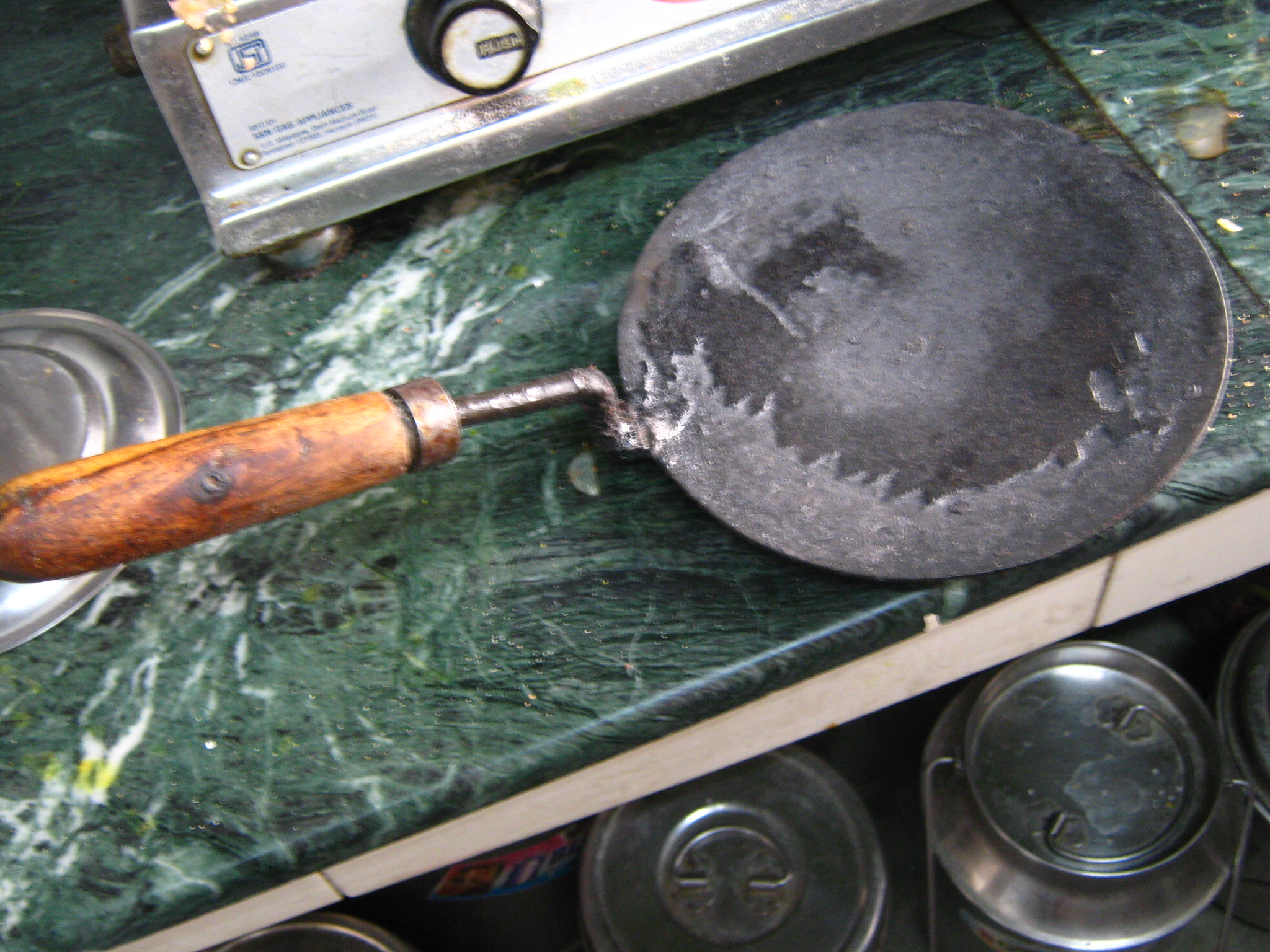
صاح مقعر مصمم للاستخدام في المطبخ المنزلي

الصاج (بالفارسية: تاوه) والطاوة في شبه القارة الهندية (بالإنجليزية: Tava)‏، هو إناء طهي مصنوع من المعدن. الصاج مستدير وقد يكون مسطحًا أو مقعر، حيث يمكن استخدام الجانب المقعر استخدام المقلاة الصينية أو العادية ، يتم استخدام الجانب المحدب لطهي الخبز المفرود وكعكات المقلاة.

قد يكون للطاوة الهندية مقبض أو لا، ويمكن أن يكون مصنوعًا من الحديد الزهر أو الألمنيوم أو من الفولاذ الفحمي.  قد يكون مينا الإناء مزججًا أو ذو سطح غير لاصق. يستخدم الصاج في مطابخ مطبخ الشرق الأوسط وجنوب  وغرب آسية وفي مطابخ القوقاز والبلقان. يستخدم الطاوة في المطبخ الهندي الكاريبي أيضًا.

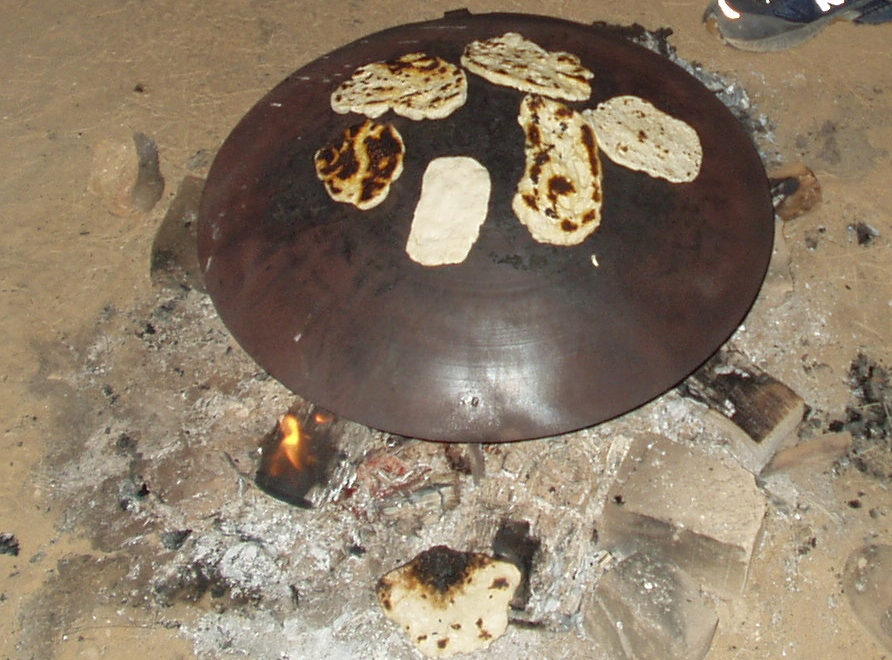
صاج محدب
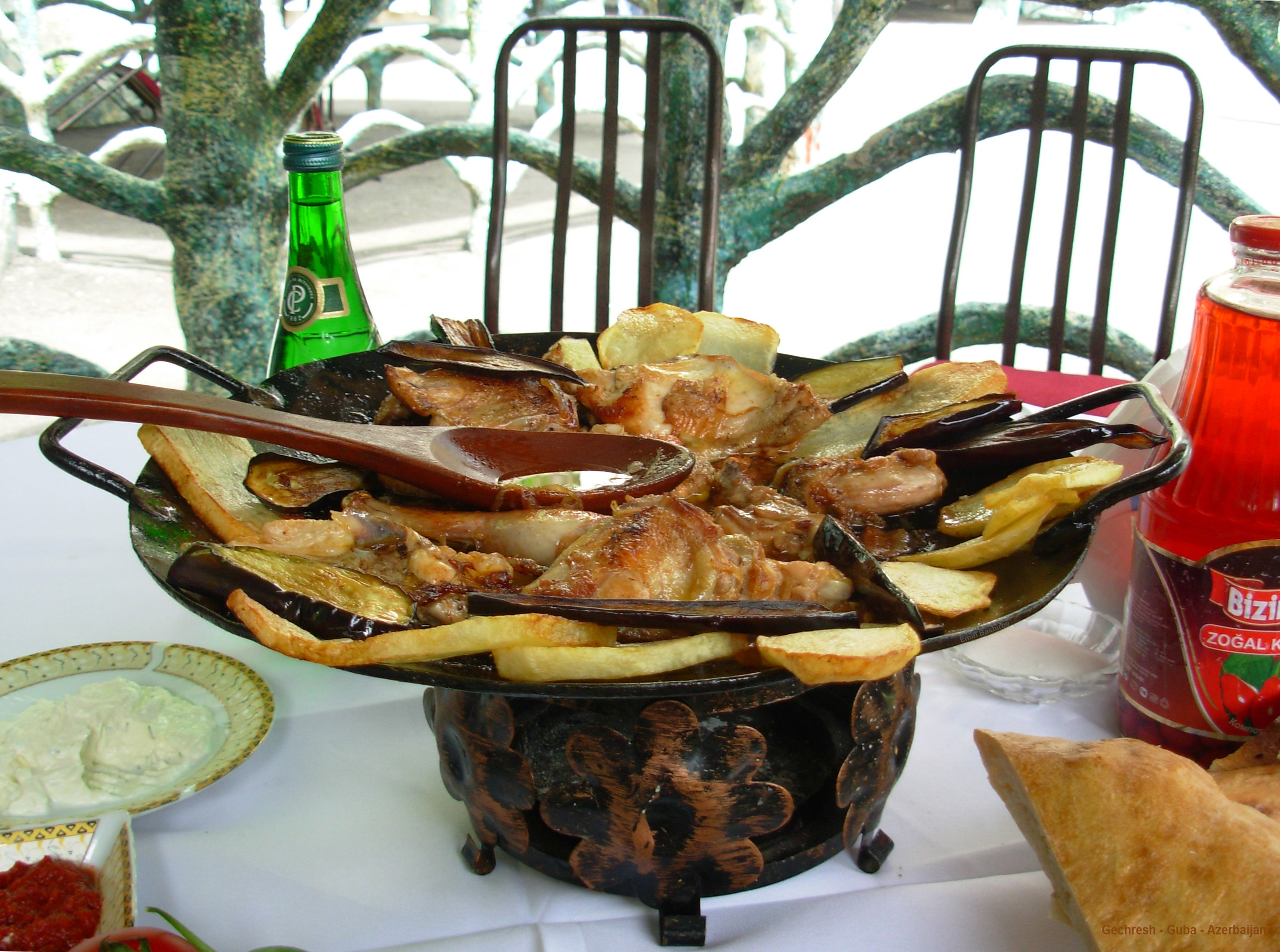
صاج أذربيجاني
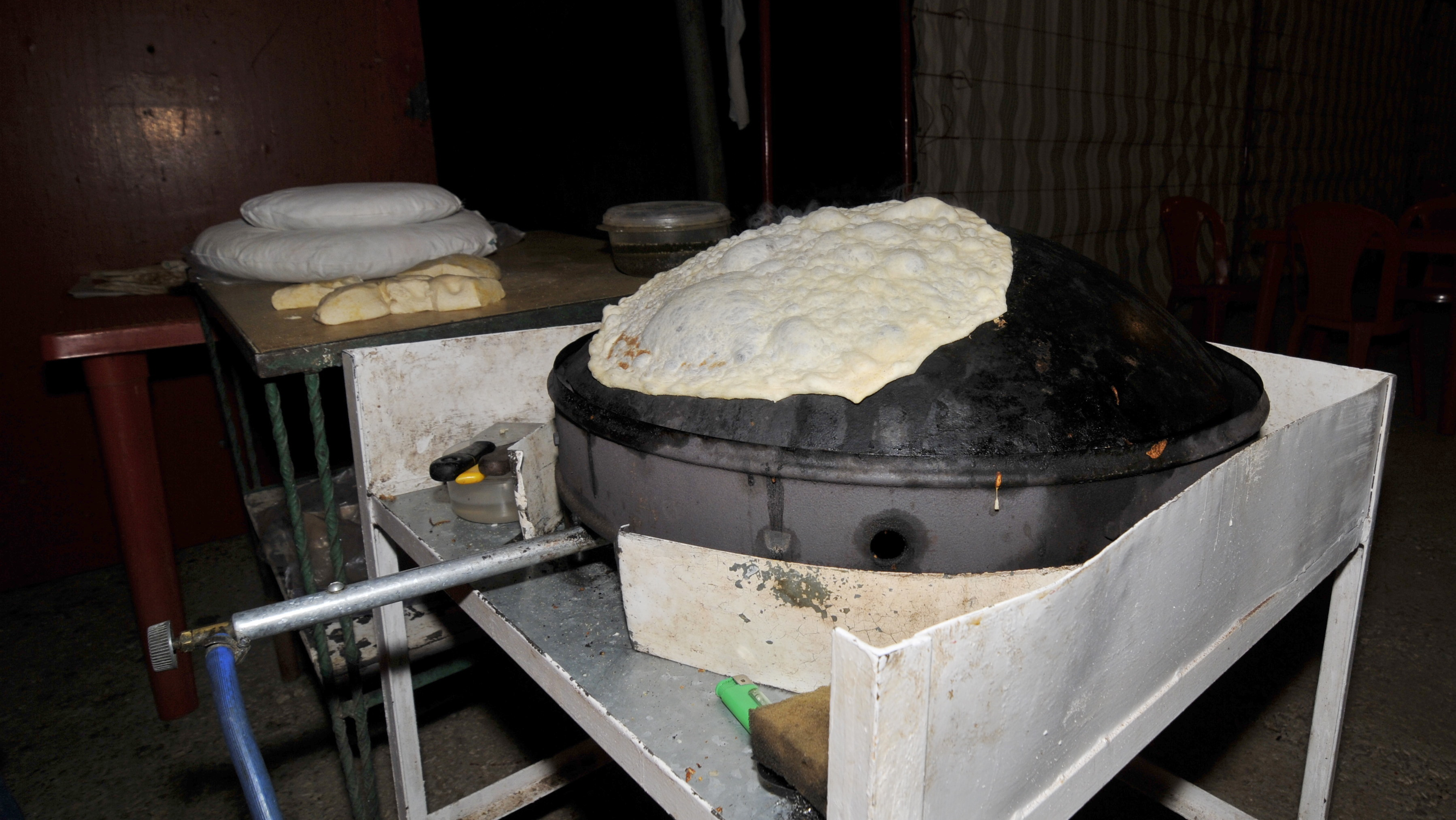
خبز المرقوق على صاج محدب

## الاستخدامات
يُستخدام الصاج لخبز مجموعة متنوعة من الخمير والفظير من الخبز المفرود وكعك المقلاة: مثل الخبز العربي والنان ، خبز المرقوق والروتي والشباتي وبراثة والدوسة . يُستخدام صاج محدب كبير لطهي العديد من الخبز في نفس الوقت أو لعمل رومالي روتي في باكستان وخاصة في المناطق الريفية.

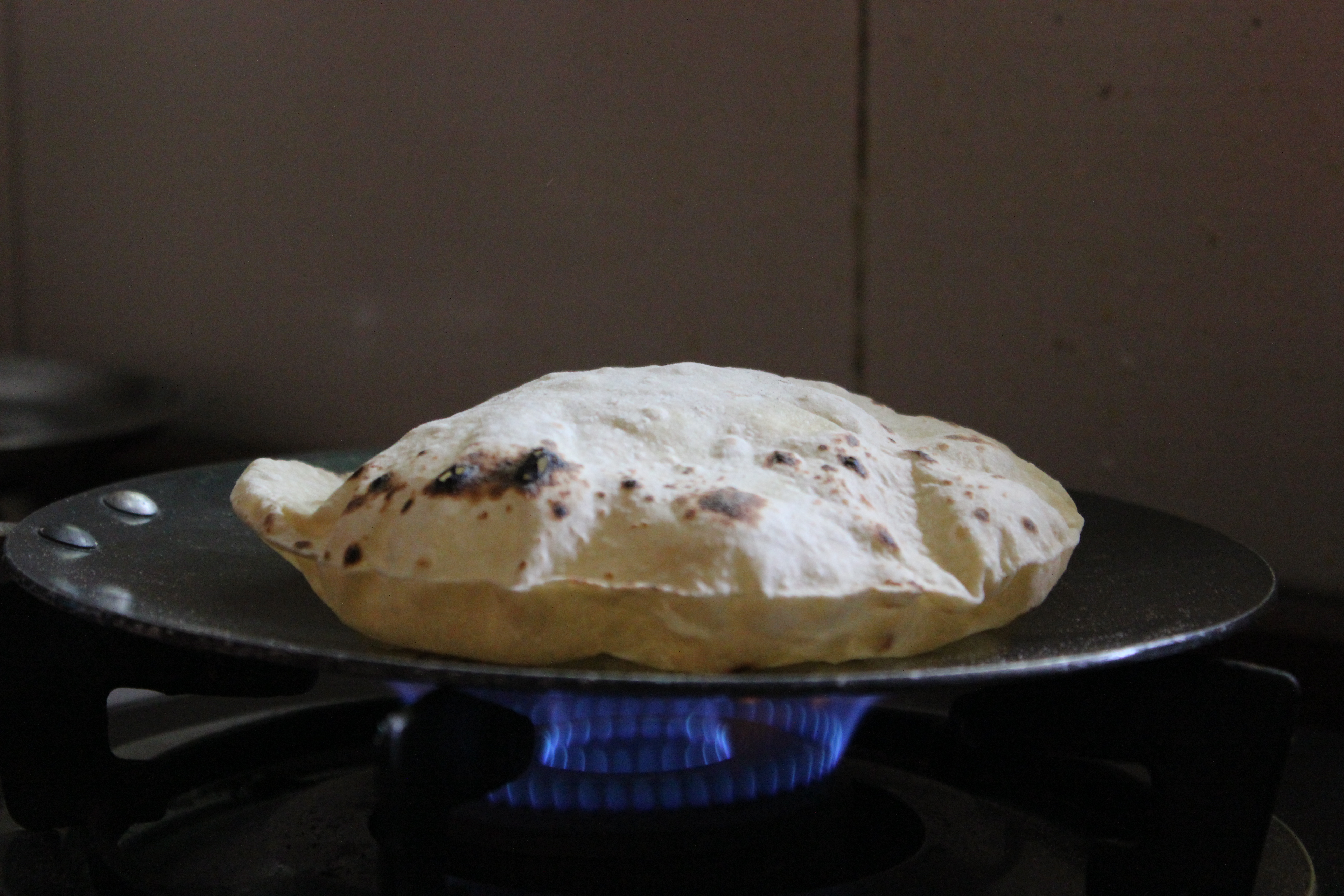
خبز روتي على الطاوة
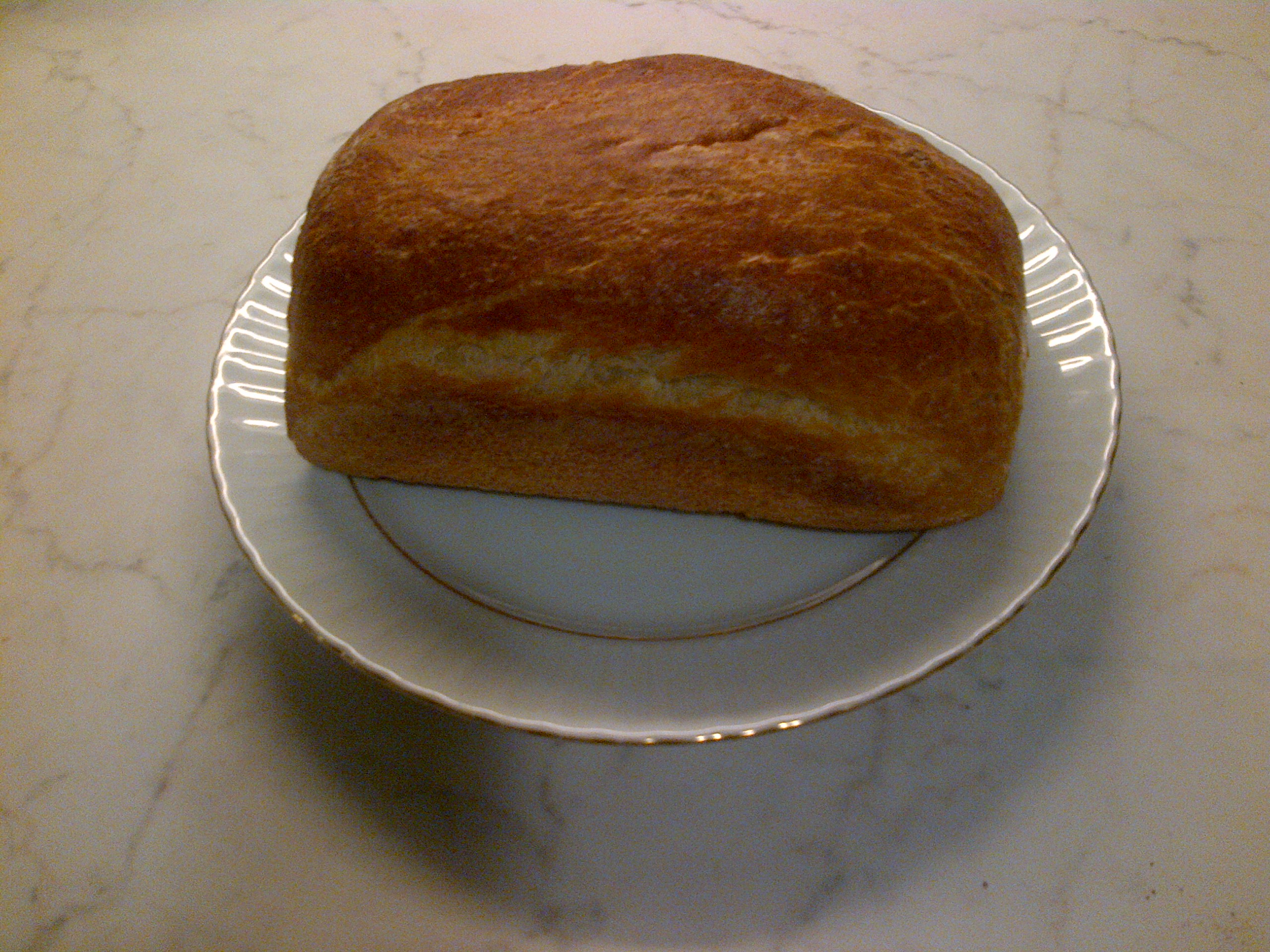
رغيف الصاج (tava loaf) لمعروف أيضًا برغيف العلبة (Loaf Tin).
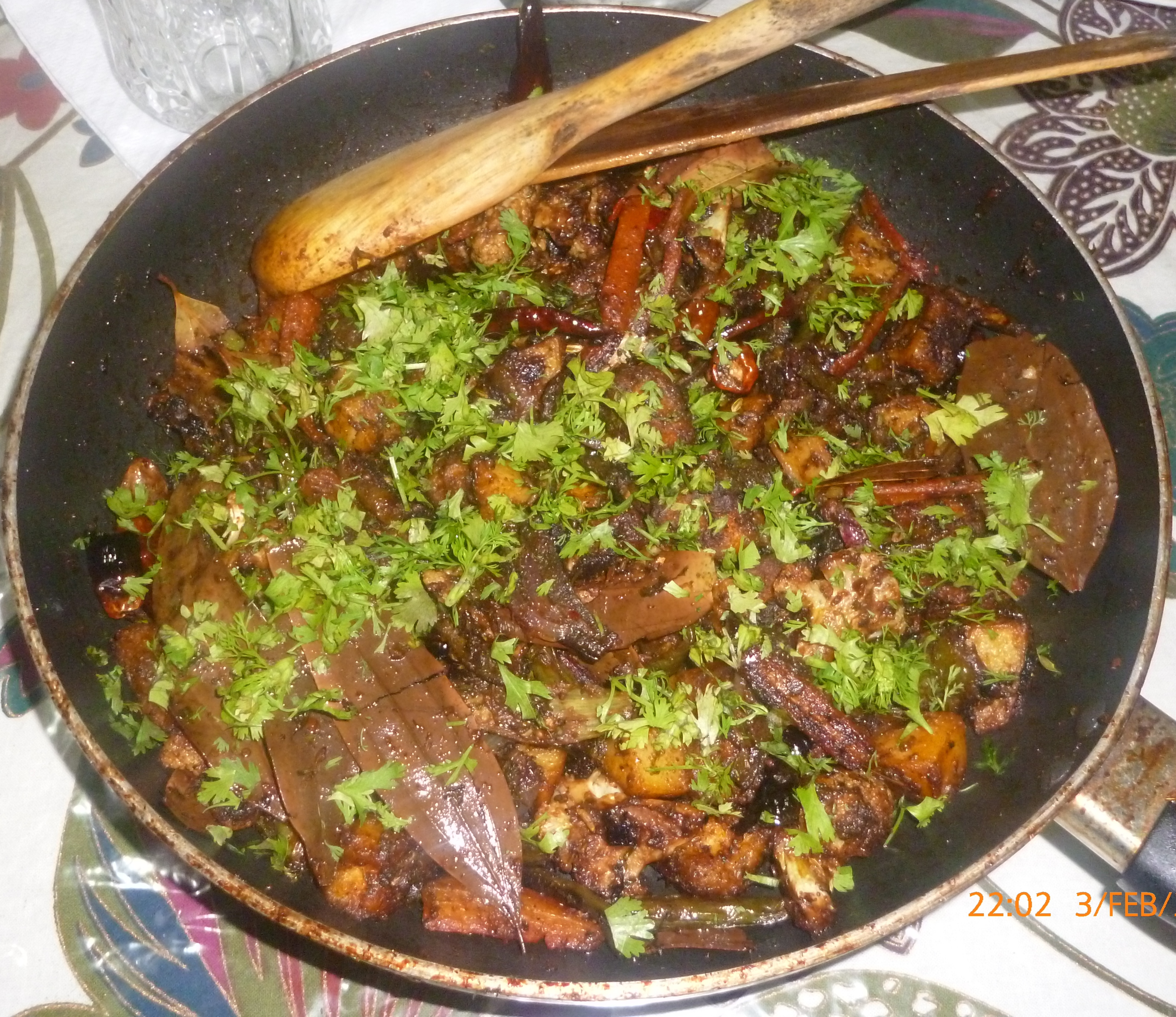
مقلاة الصاج.
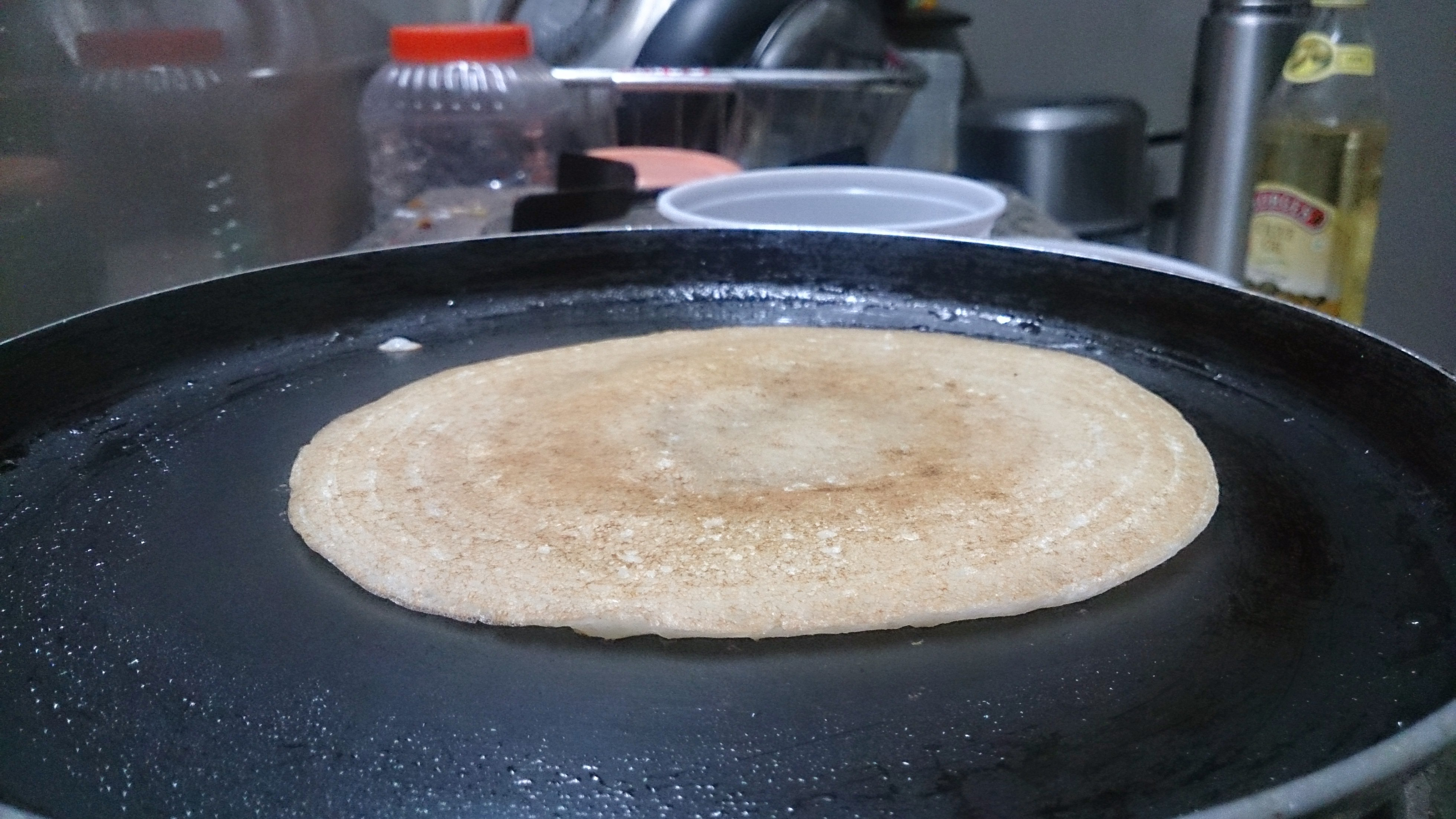
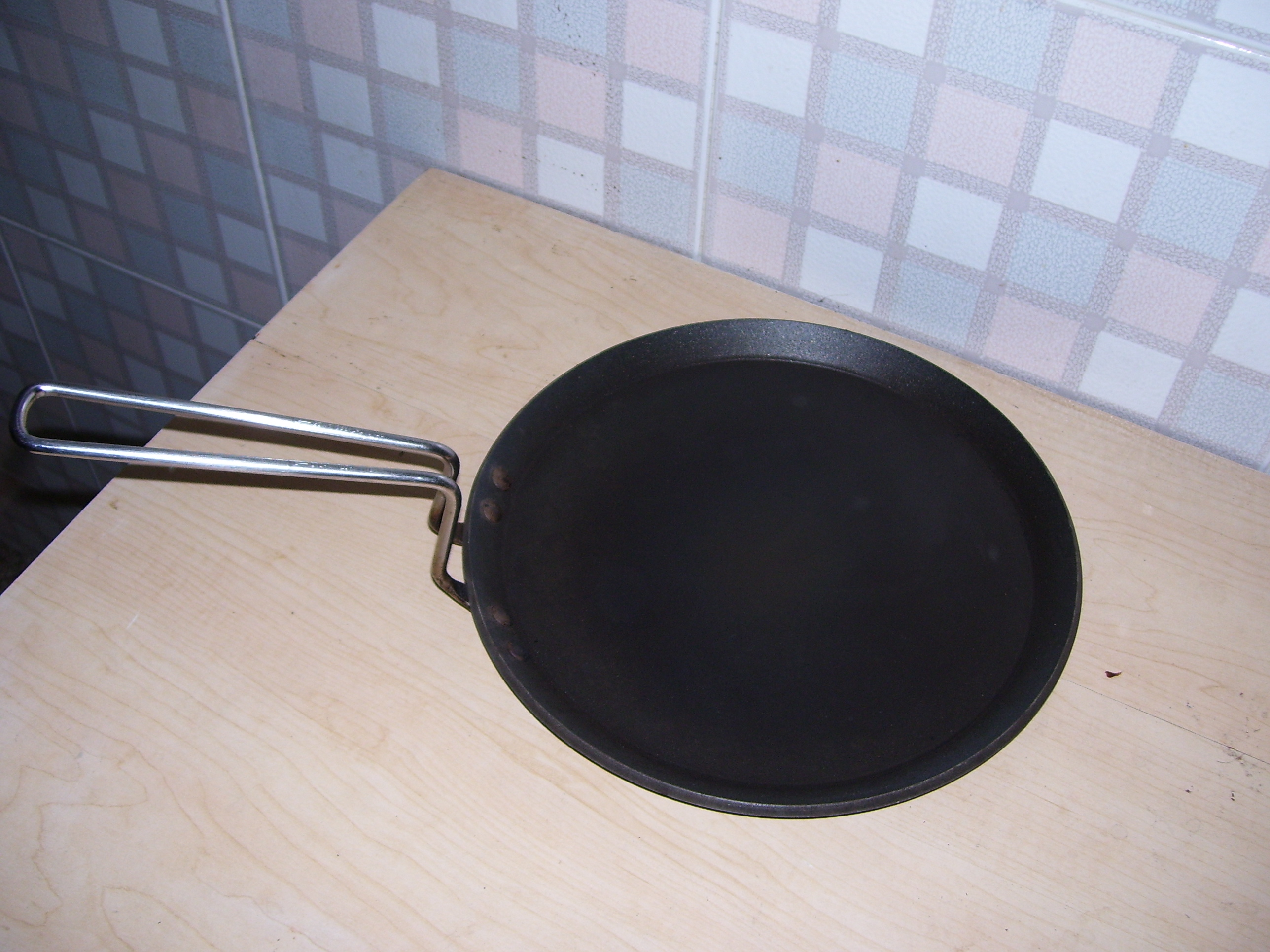